# Novruz Məmmədov
Novruz Ismail oglu Mammadov (in azero Novruz İsmayıl oğlu Məmmədov; Şıxmahmud, 15 marzo 1947) è un politico azero, Primo ministro dell'Azerbaigian dal 21 aprile 2018.
In precedenza ha ricoperto il ruolo di assistente del presidente per le questioni di politica estera ed era il capo del dipartimento di politica estera.

## Biografia
Novruz Ismail oglu Mammadov è nato il 15 marzo 1947 nel villaggio di Şıxmahmud del distretto di Nakhichevan della Repubblica Socialista Sovietica Autonoma di Nakhichevan. Dopo la scuola nel 1964, si è iscritto nel dipartimento della lingua francese di facoltà "Lingue europee" dell'Istituto pedagogico delle lingue dell'Azerbaigian. Nel 1967-1968 ha lavorato in Algeria, nel 1971-1973 - in Guinea, nel 1978-1981 di nuovo in Algeria come interprete e capo-interprete.
Dopo aver discusso la sua tesi di dottorato nel 1991, Novruz Mammadov ha conseguito il dottorato in Filologia. Nel 1992-1993, Novruz Mammadov ha lavorato come preside della facoltà preparatoria dell'Istituto pedagogico di lingue straniere dell'Azerbaigian, nel 1993-1997 - decano della facoltà di lingua francese.
12 aprile 1997 è stato nominato come capo del dipartimento relazioni estere dell'Amministrazione del Presidente della Repubblica dell'Azerbaigian.
Nel gennaio 2002, con decreto del Presidente dell'Azerbaigian, gli è stato conferito il grado di ambasciatore straordinario e plenipotenziario.
Nel 1998, per i suoi meriti nel rafforzamento dei legami amichevoli  fra l'Azerbaigian e la Francia, Novruz Mammadov è stato insignito dell'Ordine della Legion d'onore dal Presidente della Francia Jacques Chirac.
Da settembre 2005 - Membro della Commissione nazionale dell'Azerbaigian per l'UNESCO.
Nel 2007, con l'ordine del Presidente dell'Azerbaigian İlham Əliyev, Novruz Mammadov, è stato insignito con l'Ordine "Şöhrət".
Nel 2009, per i suoi meriti nello sviluppo delle relazioni tra l'Azerbaigian e la Polonia, Novruz Mammadov è stato insignito dell'Ordine al merito alla Repubblica di Polonia da parte del Presidente della Polonia, Lech Kaczyński.
Il 13 marzo 2017, per ordine del Presidente dell'Azerbaigian, İlham Əliyev - Novruz Mammadov è stato assegnato l'Ordine "Şərəf".
Dal 1 ° giugno 2017 - Assistente su questioni di politica estera del Presidente dell'Azerbaigian - Capo del dipartimento.
Il 21 aprile 2018 Milli Majlis dell'Azerbaigian ha approvato la candidatura di Novruz Mammadov come primo ministro dell'Azerbaigian. Il 21 aprile 2018, su ordine del presidente della Repubblica dell'Azerbaigian, Novruz Mammadov fu nominato come Primo ministro.
Parla correntemente francese, russo, inglese e turco.

## Pubblicazioni
Novruz Mammadov è autore di oltre 20 articoli scientifici e numerosi libri, tra cui più di 300 articoli dedicati alle questioni politiche e politico-pubbliche.
Ha tradotto "Un mito del terrore" di Erich Feigl dal francese nel 2001,  "L'Assassin a le prix Goncourt" di Pierre Gamarra e "Les relations internationales" di Philippe Braillard e Mohammad Reza Djalili.